# Prä-Therapie
Die Prä-Therapie wurde 1966 von dem amerikanischen Psychologen Garry Prouty begründet. Sie ist eine Weiterentwicklung der von Carl Rogers begründeten Klientenzentrierten Psychotherapie. Die Prä-Therapie ist eine Methode zum Aufbau eines psychologischen Kontakts zu Klienten, die kontaktbeeinträchtigt sind.

## Hintergrund
Carl Rogers beschrieb sechs Bedingungen zur psychologischen Veränderung eines Klienten. Dabei beschreiben die ersten drei Bedingungen die Grundhaltung, die der Therapeut einnehmen soll. Damit beim Klienten heilsame Veränderungen stattfinden können, müssen vom Therapeuten persönliche Wertschätzung, Einfühlung und Echtheit (auch als "Kongruenz bezeichnet") gelebt werden. Diese drei Bedingungen sind die bekanntesten Merkmale der Klientenzentrierten Psychotherapie. Oft werden die weiteren von Rogers genannten Bedingungen weniger beachtet oder als selbstverständlich vorausgesetzt.
So lautet die vierte Bedingung: Es besteht ein psychologischer Kontakt zwischen Klient und Therapeut.
Die sechste Bedingung lautet: Das therapeutische Angebot der Grundhaltungen (1 – 3) muss vom Klienten zumindest im Ansatz wahrgenommen werden können.
Bei Klienten mit geistiger Behinderung oder mit akuten psychotischen Störungen ist oft die vierte und sechste Bedingung nicht erfüllt, weil sie nicht in der Lage sind oder darin eingeschränkt sind, einen Kontakt zu ihrem Gegenüber aufzubauen.
Die Prä-Therapie beschreibt eine Methode, wie der Therapeut bei solchen Klienten Kontaktangebote machen kann, die es dem Klienten erleichtern, einen Kontakt zum Therapeuten aufzubauen. Wenn diese Hilfestellung dem Klienten ermöglicht, mit dem Therapeuten in Kontakt zu treten, dann können die drei bekannten Grundhaltungen des Therapeuten vom Klienten wahrgenommen werden und eine heilsame Veränderung kann einsetzen.
Prouty berichtet von Fällen, bei denen Patienten, die unter aktiven Schüben einer Schizophrenie (z. B. der Katatonen Schizophrenie) litten und überhaupt nicht ansprechbar waren. Solche Patienten werden bis heute – zumindest solange sie sich in der akuten Phase befinden – meistens ausschließlich durch Medikamente behandelt. Prouty berichtet von Fällen, in denen die akuten psychotischen Symptome durch die Prä-Therapie innerhalb weniger Stunden und ohne Gabe von Medikamenten deutlich zurückgingen. Sobald der Patient grundsätzlich die Kontaktfähigkeit wiedererlangt hatte, setzte Prouty die Behandlung dann durch die klassische Gesprächspsychotherapie fort.

## Arbeitsweise
Nach Prouty umfasst der psychologische Kontakt drei Ebenen:
- die Kontaktreflexionen des Therapeuten
- die Kontaktfunktionen des Klienten
- das Kontaktverhalten, das messbar ist

### Kontaktreflexion
Die Kontaktreflexion ist eine Methode, mit der der Therapeut auf einfühlende Weise einen Kontakt zu dem Klienten anbietet, wenn nicht genügend Kontakt für eine therapeutische Arbeit vorhanden ist. Dabei spricht der Therapeut sehr genau und konkret aus, was bei dem Klienten zum Ausdruck kommt. Er verbalisiert den Ausdruck und das Verhalten des Klienten.
Prouty hat vier Arten von Kontaktreflexionen und ein übergreifendes Prinzip formuliert:
- das Ansprechen der Situation: Situationsreflexion (SR)
- das Ansprechen des Gesichtsausdrucks: Gesichtsausdrucksreflexion (GR)
- das Wiedergeben der Körperhaltung: Körperhaltungsreflexion (KR)
- das Wort-für-Wort-Wiederholen: Wort-für-Wort-Reflexion (WWR)
- das Prinzip des Wiederaufgreifens: wiederaufgreifende Reflexion (WR)

#### Situationsreflexion (SR)
Der Therapeut betrachtet die augenblickliche Situation und das Umfeld des Klienten und drückt es mit seinen eigenen Worten aus.
Beispiel: Wenn der Klient auf ein Bild an der Wand schaut, dann kann der Therapeut sagen: "Paul schaut auf das Bild".
Ein weiteres Beispiel: Es regnet draußen und der Klient schaut zu dem Fenster, an dem die Regentropfen herunterlaufen. Dann kann der Therapeut sagen: "Es regnet" oder "Die Regentropfen laufen an der Scheibe herunter."
Diese Art von Reflexionen fördert den Kontakt mit der Realität.

#### Gesichtsausdrucksreflexion (GR)
Der Therapeut betrachtet das Gesicht des Klienten und nimmt wahr, welche Gefühle sich darin andeuten. Er kann diese wahrgenommenen oder vermuteten Gefühle aussprechen. So kann er z. B. sagen: "Paul lächelt" oder "Paul schaut wütend drein."
Diese Art von Reflexionen regen den affektiven Kontakt an, den Kontakt zu den eigenen Gefühlen.

#### Körperhaltungsreflexion (KR)
Psychotische und geistig behinderte Menschen nehmen oft seltsame Körperhaltungen an. Der Therapeut kann dieselbe Körperhaltung annehmen oder die Haltung des Klienten ansprechen.
Beispiel: Der Therapeut kann sagen: "Pauls Körper ist ganz steif." oder "Paul schaukelt."
Diese Reflexion hilft dem Klienten, seine Körperwahrnehmung wiederzuerlangen, die gerade bei psychotischen Patienten oft abgespalten ist.

#### Wort-für-Wort-Reflexion (WWR)
Psychotische Patienten fallen manchmal auf eine vorsprachliche Entwicklungsstufe zurück. Sie reden keine zusammenhängenden Sätze mehr, sondern nur noch einzelne Wörter, Satzfetzen oder Wortfragmente (Siehe Echolalie, Neologismus). Der Therapeut hört sorgfältig zu und wiederholt die erkennbaren Worte, auch wenn er deren Sinn nicht immer erfasst. Es drückt damit aus, dass er dem Klienten zuhört und dass er anerkennt, dass er etwas mitteilen will. Oft gelingt es dadurch zu erfassen, was der Klient ausdrücken will. Der Klient merkt, dass seine Kommunikationsversuche erfolgreich waren, was ihn dazu ermutigen kann, die Kommunikation weiter fortzusetzen und zu intensivieren.

#### Wiederaufgreifende Reflexion (WR)
Wenn der Kontakt völlig abreißt, dann kann eine zuvor einmal stattgefundene Reflexion, die einen Kontakt hervorgerufen hat, wiederholt werden. Dabei wird an eine Erinnerung des Klienten an den zuvor bestandenen Kontakt genutzt, um diesen Kontakt wieder aufleben zu lassen.

### Kontaktfunktionen
Prouty beschreibt drei Funktionen, die einem Menschen den Kontakt zu seinen Ich ermöglichen:
- der Realitätskontakt
- der affektive Kontakt
- der kommunikative Kontakt

Ziel der Prä-Therapie ist es, einen Klienten in diesen drei Kontaktfunktionen zu stärken und zu trainieren.

### Kontaktverhalten
Prouty definiert das Kontaktverhalten als den Realitätskontakt des Klienten in verschiedenen Ausdrucksdimensionen. Dieses Verhalten kann durch Videoaufzeichnungen dokumentiert werden und bewertet werden. Eine fortlaufende Bewertung während einer Therapie kann den Erfolg der Therapie nachweisen. 
Prouty zählt folgende Ausdrucksdimensionen als Beispiele auf:
- der Blickkontakt
- der Körperkontakt
- das Sich-Mitteilen des Klienten